# Wilhelm Junker
Pour les articles homonymes, voir Junker (homonymie).
Wilhelm Junker (en russe : Василий Васильевич Юнкер, ISO 9 : Vasilij Vasil'evič Ûnker ; 6 avril 1840 - 13 février 1892) est un explorateur allemand sujet de l'Empire russe qui fit des expéditions en Afrique. Ses parents s'étaient installés à Moscou, puis à Saint-Pétersbourg en 1844.

## Biographie
Né à Moscou, de parents allemands, il étudie un an à la Sankt Petri Schule de Saint-Pétersbourg, puis la famille s'installe à Göttingen en 1844. Son père y meurt en 1847. Il retourne à Saint-Pétersbourg avec ses sœurs et sa mère en 1855. Il étudie la médecine à Dorpat, Göttingen, Berlin et Prague, mais ne pratique pas longtemps. Après plusieurs voyages en Islande (à partir de 1869), Tunis et Basse-Égypte, il séjourne continuellement en Afrique équatoriale orientale de 1875 à 1886 (sauf un bref retour en Europe en 1878), utilisant Khartoum puis Lado comme base de départ pour ses expéditions. Il utilisait les services de Friedrich Bohndorff qui parlait l'arabe. 
Junker voyageait pour le plaisir et pour études, son principal objet d'étude étaient les peuplades qu'il rencontrait. Il collectait plantes et animaux, et le résultat de ses investigations fut publié en allemand dans Reisen in Afrika (3 vols., Vienna, 1889-1891), un travail de grand intérêt. Une traduction anglaise en fut publiée par Augustus Henry Keane (en) en 1890-1892.
Son plus grand apport à la géographie sont ses investigations aux bassins du Nil et du fleuve Congo, où il combattit les théories de Georg Schweinfurth, et reconnut le Welle et l'Ubangi. Le soulèvement mahdiste l'empêcha de retourner en Europe via le Soudan, comme il avait envisagé de le faire et en 1884, une expédition menée par son frère de Saint-Pétersbourg, ne put le rejoindre. Junker se dirigea alors vers le sud. Il quitta Wadelai (en) le 2 janvier 1886, traversa l'Ouganda et Tabora et atteint finalement Zanzibar en novembre 1886. Il emportait notamment les courriers d'Emin Pasha qui allaient susciter une importante expédition de secours. Il reçut en 1887 la médaille d'or de la Royal Geographical Society britannique. En tant qu'explorateur reconnu, ses observations ethnographiques des Azandes (Niam-Niam) sont particulièrement appréciées. Il mourut à Saint-Pétersbourg.

## Publications
- (de) Dr. Wilhelm Junkers Reisen in Afrika, 1875–1886. Nach seinen Tagebüchern bearbeitet und herausgegeben von dem Reisenden, trois volumes, Hölzel, Vienne, 1889–1891.